# 愛德華·伯恩-瓊斯
愛德華·科利·伯恩-瓊斯从男爵（英語：Sir Edward Coley Burne-Jones, 1st Baronet，ARA；1833年8月28日—1898年6月1日）是一位英國藝術家和設計師，與前拉斐爾兄弟會有密切聯係。他是威廉·莫里斯的朋友，創作過包括彩色玻璃在内的許多裝飾藝術品。他的早期畫風則受羅塞蒂影響，1860年代開始形成自己的風格，繪製了包括《梅林的诱惑》在内的一系列名作。

## 早年

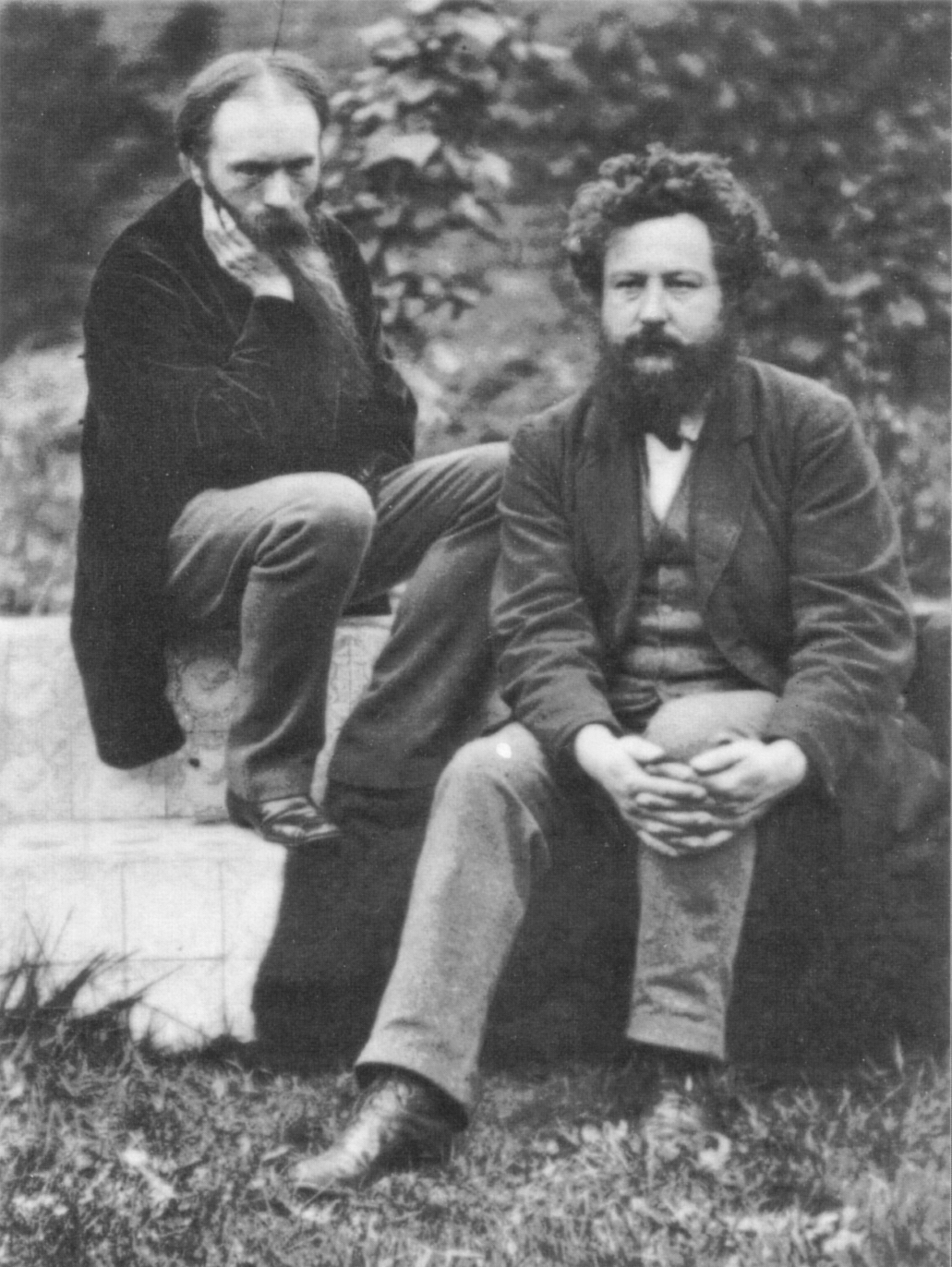
愛德華·伯恩-瓊斯和威廉·莫里斯，弗雷德里克·霍里爾攝于1874年

愛德華·科利·伯恩·瓊斯（Edward Coley Burne Jones）是他在伯明翰貝内特山（Bennetts Hill）出生時父母所起的名字，其父愛德華·理查德·瓊斯（Edward Richard Jones）是威爾士人，其母伊麗莎白·科利·瓊斯在他出生六天後去世。愛德華·科利·伯恩·瓊斯由其父和女管家安·桑普森（Ann Sampson）養大。1844年入讀伯明翰的愛德華六世語法學校（King Edward VI grammar school），1848年至1852年間就讀于伯明翰藝術學院，之後進入牛津大學埃克塞特學院攻讀神學。在牛津結識了與他同樣喜愛詩歌的威廉·莫里斯，加上瓊斯的其他一些朋友，他們組成了伯明翰兄弟會（Birmingham Set）。會中成員以欣賞中世紀藝術為樂，並將約翰·拉斯金和丁尼生的作品奉爲圭臬。托马斯·马洛礼的《亞瑟之死》也是在這一時期對愛德華產生重大影響的作品。羅塞蒂當時還沒成爲他們的朋友，但二人已經拜讀過其作品，後來莫里斯還請羅塞蒂為他在1856年創建的《牛津劍橋雜誌》（Oxford and Cambridge Magazine）提過一些意見。愛德華當時本想成爲牧師，但由於受羅塞蒂的影響，最終他和莫里斯一樣決定改行作藝術家。

## 藝術生涯

### 與罗塞蒂和莫里斯

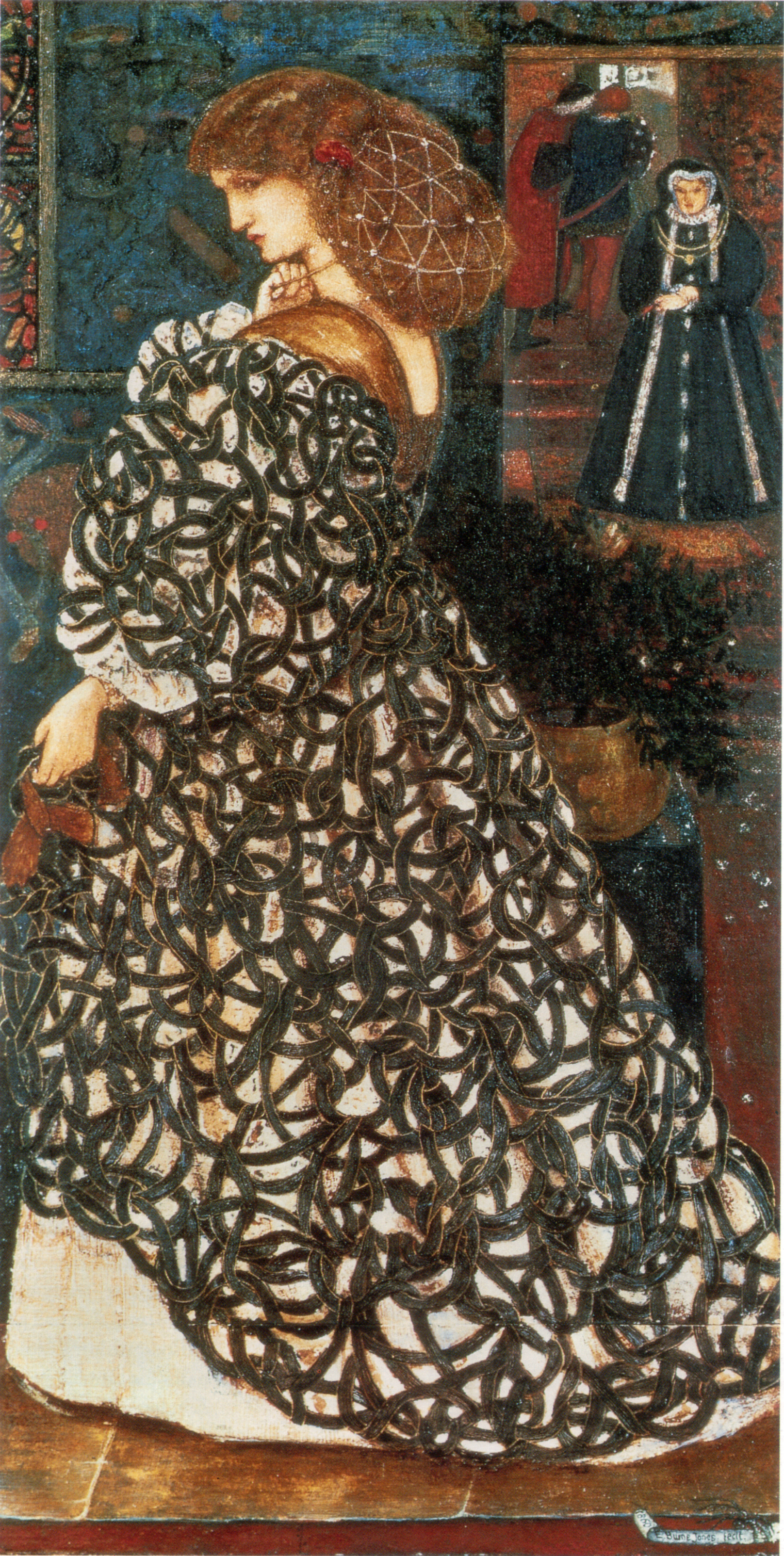
《Sidonia von Borcke》，1860

从牛津毕业的伯恩-瓊斯没接受过任何正规艺术培训，但对古典文学热衷使得他有了一个很好的起点。1856年他开始尝试创作，这一时期他的作品有很明晰的罗塞蒂的风格。不久之后罗塞蒂就发现他已经没什么可以教的了。1857年他为英格兰的布莱德菲尔德学院创作了一系列彩色玻璃，1858年以乔叟《坎特伯雷故事集》中的<女修道院院长的故事>一文为主题创作过一些室内装饰。乔叟对他的影响在后来也屡见不鲜。
1857年秋伯恩-瓊斯、莫里斯、瓦伦丁·普林西普及约翰·罗丹·斯宾塞·史坦霍普等人计划装饰牛津辩论社的围墙。但实际上这些人当时对壁画都是一知半解，因此在他们还没完工之前，一些绘上去的图案就开始剥落了。1859年伯恩-瓊斯前往意大利的佛罗伦萨、比萨、锡耶纳和威尼斯等地旅行，并对文艺复兴时的锡耶纳画派作品产生了极大的兴趣。但罗塞蒂对他的影响仍然是显而易见的。例如他在1860年为珍·懷爾德的译作《Sidonia the Sorceress》（1849年首版，原作为约翰·威尔海姆·曼因霍尔德（Johann Wilhelm Meinhold）的《Sidonia Von Bork: Die Klosterhexe》，1847年首版）绘制的两幅水彩插画《Sidonia von Borcke》和《Clara von Bork》上就可以很明显地看出罗塞蒂的画风。

### 裝飾藝術：Morris & Co.

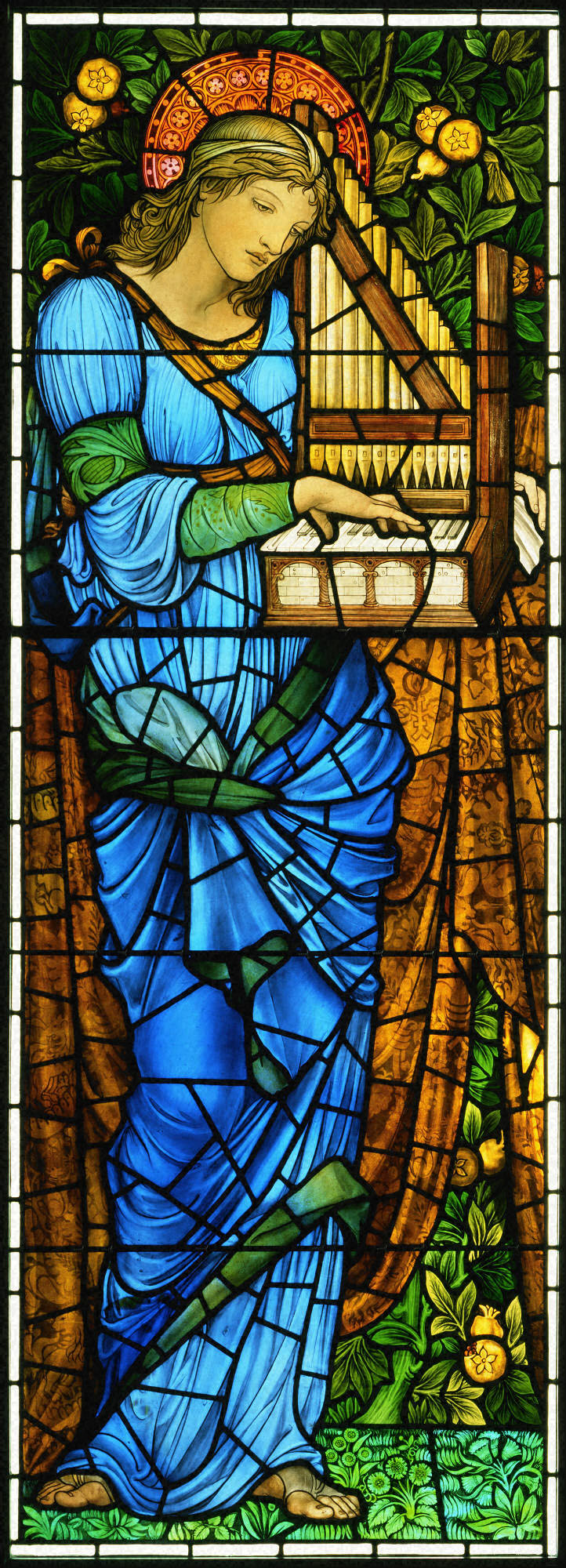
《Saint Cecilia》，普林斯頓大學藝術博物館

1861年莫里斯、伯恩-瓊斯及罗塞迪等人创立了一家装饰艺术公司，该公司主要生产雕刻、彩色玻璃、地毯等装饰艺术作品。教会是他们最大的客户之一，其作品还在1862年国际博览会上展出，因此其名声渐渐向亮起来了。1860年代末他们还收到了聖詹姆士宮和南肯辛顿博物馆（今维多利亚和阿尔伯特博物馆）的两笔订单。
1871年，伯恩-瓊斯为伍斯特郡韦尔登的众灵教堂（All Saints Church）设计了窗户。1875年该公司正式命名为Morris & Co.。直到1896年莫里斯去世为止，伯恩-瓊斯一直在此公司工作。

## 延伸阅读
- MacCarthy, Fiona. . Faber & Faber. 2011. ISBN 978-0-571-22861-4.
- Arscott, Caroline. William Morris and Edward Burne-Jones: Interlacings, (New Haven and London: Yale University Press (Published for the Paul Mellon Centre for Studies in British Art), 2008). ISBN 978-0-300-14093-4.
- Mackail, J. W. . London, New York and Bombay: Longmans, Green and Co. 1899. Volume I and Volume II (1911 reprint)
- Mackail, J. W. . Sidney Lee  (编).  3. London: Smith, Elder & Co: 197–203. 1901.
- Marsh, Jan, Jane and May Morris: A Biographical Story 1839–1938, London, Pandora Press, 1986 ISBN 0-86358-026-2.
- Marsh, Jan, Jane and May Morris: A Biographical Story 1839–1938 (updated edition, privately published by author), London, 2000.
- Marsh, Jan.  Illustrated. Batsford. 2018. ISBN 978-1849944960.
- Robinson, Duncan. . London: Gordon Fraser. 1982.
- Spalding, Frances. . Oxford: Phaidon. 1978. ISBN 0-7148-1827-5.
- Todd, Pamela. . New York: Watson-Guptill. 2001. ISBN 0-8230-4285-5.

## 外部連接
- Profile on Royal Academy of Arts Collections （页面存档备份，存于）
- The Age of Rossetti, Burne-Jones and Watts: Symbolism in Britain 1860-1910
- Birmingham Museums and Art Gallery's Pre-Raphaelite Online Resource （页面存档备份，存于）
- Lady Lever Art Gallery
- The Last Sleep of Arthur in Avalon (1881) in the Museo de Arte de Ponce
- Pre-Raphaelite online resource project website （页面存档备份，存于），Birmingham Museums & Art Gallery
- Burne-Jones Stained Glass Windows in Cumbria
- The Pre-Raphaelite Church - Brampton （页面存档备份，存于）
- Some Burne-Jones stained glass designs （页面存档备份，存于）
- Stained Glass Window Designs for the Vinland Estate, Newport, Rhode Island, 1881. （页面存档备份，存于）
- Speldhurst Church
- Phryne's list of pictures in public galleries in the UK
- Mary Lago Collection at the University of Missouri Libraries. Personal papers of a Burne-Jones scholar.